# Pablo Gil Sarrión
Pablo Gil Sarrión (Murcia, 8 de octubre de 1988) es un futbolista español que juega de defensa.
Internacional por España con sus categorías inferiores, el jugador se proclamó campeón de Europa en Austria 2007 con la selección sub-19.

## Trayectoria
Desde muy joven vive en Albacete, y ha formado parte de la cantera del equipo desde temprana edad. En la temporada 2006 - 2007 el Albacete Balompié ganó la Copa del Rey Juvenil, en cuya final Pablo Gil marcó gol en la victoria por 2-1 frente al juvenil del Valencia C. F.. Sus actuaciones le valieron para ser convocado internacionalmente, y en el verano de 2007, fue seleccionado por la selección española de fútbol sub-19 para disputar el campeonato de Europa que se jugaría en Austria. Gil jugó de titular todos los encuentros, y acabaría proclamándose campeón del torneo.
Tras dicha temporada, el jugador empezó la pretemporada en ese mismo verano de 2007 con el primer equipo del Albacete Balompié con 18 años. El jugador sufrió una lesión que le apartó del equipo. Desde entonces, ha disputado algunos partidos con el Albacete Balompié "B", y con la primera plantilla del Albacete Balompié, disputando gran parte de los partidos de la temporada 2008/09.

### Castilla C.F.
Hasta el verano de 2012 perteneció a la plantilla del Real Madrid Castilla Club de Fútbol ya que fue fichado en el verano de 2010.
Debutó con la plantilla del primer equipo el 18 de mayo de 2011 en Murcia, donde se disputó el partido Real Madrid-Selección de Murcia para recaudar dinero por los desastres ocurridos en Lorca por el terremoto que tuvo lugar el miércoles 11 de mayo de 2011.
En la temporada 2011-2012 se proclama junto al equipo campeón del Grupo I de la Segunda División "B" de 2012 lo que les otorgó el derecho a jugar la fase de ascenso de campeones. En ella el filial conseguiría regresar a la Segunda División después de 5 años tras derrotar al Cádiz CF por un resultado global de 8-1. En la ida el equipo blanco logró una victoria de 0-3, que se completó en el partido de vuelta en el Estadio Alfredo Di Stéfano con otra victoria por 5-1.
En el verano de 2012 se desvinculó del equipo merengue para firmar por el AC Sparta Praga de la primera división de la República Checa. En el verano del 2014 llega cedido al Caudal Deportivo de la Segunda División B de España.
En agosto de 2015 firma con el Mérida Asociación Deportiva, en la vuelta del club de la capital extremeña a Segunda B.

## Clubes
| Club                 | País            | Temporada   |
| -------------------- | --------------- | ----------- |
| Albacete Balompié    | España          | 2005-10     |
| Real Madrid Castilla | España          | 2010-12     |
| Sparta Praga         | República Checa | 2012        |
| Albacete Balompié    | España          | 2013        |
| Caudal de Mieres     | España          | 2013 - 2015 |
| Mérida AD            | España          | 2015 - 2016 |

## Palmarés

### Campeonatos nacionales
| Título               | Equipo        | País   | Año  |
| -------------------- | ------------- | ------ | ---- |
| Segunda División "B" | Castilla C.F. | España | 2012 |

### Campeonatos internacionales
| Título         | Equipo | País    | Año  |
| -------------- | ------ | ------- | ---- |
| Europeo Sub-19 | España | Austria | 2007 |